# Liste de jeux disponibles sur la console virtuelle en Amérique du Nord

## Nintendo Entertainment System/Famicom
Un jeu NES coûte en général 500 points Wii.
| Titre                                               | Éditeur           | Date de sortie    | ESRB |
| --------------------------------------------------- | ----------------- | ----------------- | ---- |
| Donkey Kong                                         | Nintendo          | 19 novembre 2006  | E    |
| The Legend of Zelda                                 | Nintendo          | 19 novembre 2006  | E    |
| Mario Bros.                                         | Nintendo          | 19 novembre 2006  | E    |
| Pinball                                             | Nintendo          | 19 novembre 2006  | E    |
| Soccer                                              | Nintendo          | 19 novembre 2006  | E    |
| Solomon's Key                                       | Tecmo             | 19 novembre 2006  | E    |
| Wario's Woods                                       | Nintendo          | 19 novembre 2006  | E    |
| Donkey Kong Jr.                                     | Nintendo          | 4 décembre 2006   | E    |
| Ice Hockey                                          | Nintendo          | 11 décembre 2006  | E    |
| Tennis                                              | Nintendo          | 18 décembre 2006  | E    |
| Super Mario Bros.                                   | Nintendo          | 25 décembre 2006  | E    |
| Baseball                                            | Nintendo          | 1er janvier 2007  | E    |
| Urban Champion                                      | Nintendo          | 1er janvier 2007  | E    |
| Gradius                                             | Konami            | 8 janvier 2007    | E    |
| Xevious                                             | Namco Bandai      | 15 janvier 2007   | E    |
| Ice Climber                                         | Nintendo          | 12 février 2007   | E    |
| Kid Icarus                                          | Nintendo          | 12 février 2007   | E    |
| Kirby's Adventure                                   | Nintendo          | 12 février 2007   | E    |
| The Legend of Kage                                  | Taito Corporation | 19 février 2007   | E    |
| Elevator Action                                     | Taito Corporation | 5 mars 2007       | E    |
| Tecmo Bowl                                          | Tecmo             | 12 mars 2007      | E    |
| Excitebike                                          | Nintendo          | 19 mars 2007      | E    |
| Teenage Mutant Ninja Turtles (600 Wii Points)       | Konami            | 2 avril 2007      | E    |
| Galaga                                              | Namco Bandai      | 9 avril 2007      | E    |
| Punch-Out!!                                         | Nintendo          | 16 avril 2007     | E    |
| Castlevania                                         | Konami            | 30 avril 2007     | E    |
| Mighty Bomb Jack                                    | Tecmo             | 7 mai 2007        | E    |
| Ninja Gaiden                                        | Tecmo             | 14 mai 2007       | E    |
| Pac-Man                                             | Namco Bandai      | 14 mai 2007       | E    |
| Milon's Secret Castle                               | Hudson Soft       | 4 juin 2007       | E    |
| Zelda II: The Adventure of Link                     | Nintendo          | 4 juin 2007       | E    |
| Lode Runner                                         | Hudson Soft       | 11 juin 2007      | E    |
| NES Open Tournament Golf                            | Nintendo          | 18 juin 2007      | E    |
| Super Mario Bros. 2                                 | Nintendo          | 2 juillet 2007    | E    |
| Mach Rider                                          | Nintendo          | 9 juillet 2007    | E    |
| Yoshi                                               | Nintendo          | 9 juillet 2007    | E    |
| Balloon Fight                                       | Nintendo          | 16 juillet 2007   | E    |
| Star Soldier                                        | Hudson Soft       | 30 juillet 2007   | E    |
| Adventures of Lolo                                  | HAL Laboratory    | 6 août 2007       | E    |
| Metroid                                             | Nintendo          | 13 août 2007      | E    |
| Super C                                             | Konami            | 27 août 2007      | E    |
| Adventure Island                                    | Hudson Soft       | 3 septembre 2007  | E    |
| Donkey Kong Jr. Math                                | Nintendo          | 3 septembre 2007  | E    |
| NES Play Action Football                            | Nintendo          | 10 septembre 2007 | E    |
| Super Mario Bros.: The Lost Levels (600 Wii Points) | Nintendo          | 1er octobre 2007  | E    |
| Ninja Gaiden II: The Dark Sword of Chaos            | Tecmo             | 15 octobre 2007   | E    |
| Lunar Pool                                          | D4 Enterprise     | 22 octobre 2007   | E    |
| Ninja JaJaMaru-kun (600 Wii Points)                 | Jaleco            | 22 octobre 2007   | E    |
| Castlevania II: Simon's Quest                       | Konami            | 29 octobre 2007   | E    |
| Super Mario Bros. 3                                 | Nintendo          | 5 novembre 2007   | E    |
| Volleyball                                          | Nintendo          | 12 novembre 2007  | E    |
| Wrecking Crew                                       | Nintendo          | 19 novembre 2007  | E    |
| Double Dribble                                      | Konami            | 26 novembre 2007  | E    |
| Zanac                                               | D4 Enterprise     | 3 décembre 2007   | E    |
| Ghosts'n Goblins                                    | Capcom            | 10 décembre 2007  | E    |
| Blades of Steel                                     | Konami            | 24 décembre 2007  | E    |
| Bubble Bobble                                       | Taito Corporation | 31 décembre 2007  | E    |
| StarTropics                                         | Nintendo          | 7 janvier 2008    | E    |
| Adventures of Lolo 2                                | Hal Laboratory    | 21 janvier 2008   | E    |
| Operation Wolf                                      | Taito             | 4 février 2008    | E10+ |
| Ninja Gaiden III: The Ancient Ship of Doom          | Tecmo             | 18 février 2008   | E    |
| Spelunker                                           | Tozai             | 17 mars 2008      | E    |
| King's Knight                                       | Square Enix       | 24 mars 2008      | E    |
| Bases Loaded                                        | Jaleco            | 7 avril 2008      | E    |
| Yoshi's Cookie                                      | Nintendo          | 7 avril 2008      | E    |
| River City Ransom                                   | Aksys Games       | 21 avril 2008     | E10+ |
| Double Dragon                                       | Aksys Games       | 28 avril 2008     | E10+ |
| Renegade                                            | Aksys Games       | 5 mai 2008        | E10+ |
| Sky Kid                                             | Namco Bandai      | 19 mai 2008       | E    |

## Super Nintendo
Un jeu Super Nintendo coûte généralement 800 points Wii.
| Titre                                               | Éditeur      | Date de sortie    | ESRB |
| --------------------------------------------------- | ------------ | ----------------- | ---- |
| F-Zero                                              | Nintendo     | 19 novembre 2006  | E    |
| SimCity                                             | Nintendo     | 19 novembre 2006  | E    |
| Street Fighter II: The World Warrior                | Capcom       | 25 décembre 2006  | T    |
| Super Castlevania IV                                | Konami       | 25 décembre 2006  | E10+ |
| R-Type III: The Third Lightning                     | Jaleco       | 15 janvier 2007   | E    |
| The Legend of Zelda: A Link to the Past             | Nintendo     | 22 janvier 2007   | E    |
| Contra III: The Alien Wars                          | Konami       | 29 janvier 2007   | E10+ |
| Super Mario World                                   | Nintendo     | 5 février 2007    | E    |
| Super Mario Kart                                    | Nintendo     | 23 novembre 2009  | E    |
| Donkey Kong Country                                 | Nintendo     | 19 février 2007   | E    |
| Super Ghouls'n Ghosts                               | Capcom       | 5 mars 2007       | E    |
| Romance of the Three Kingdoms IV: Wall of Fire      | Koei         | 26 mars 2007      | E    |
| Super Star Wars                                     | LucasArts    | 10 août 2009      | E    |
| Super The Empire Strike Back                        | LucasArts    | 24 août 2009      | E    |
| Super Return of the Jedi                            | LucasArts    | 7 septembre 2009  | E    |
| Gradius III                                         | Konami       | 23 avril 2007     | E    |
| The Legend of the Mystical Ninja                    | Konami       | 30 avril 2007     | E    |
| Final Fight                                         | Capcom       | 7 mai 2007        | E    |
| Donkey Kong Country 2: Diddy's Kong Quest           | Nintendo     | 21 mai 2007       | E    |
| ActRaiser                                           | Square Enix  | 28 mai 2007       | E10+ |
| Street Fighter II Turbo: Hyper Fighting             | Capcom       | 25 juin 2007      | T    |
| Kirby's Dream Course                                | Nintendo     | 23 juillet 2007   | E    |
| Super Metroid                                       | Nintendo     | 20 août 2007      | E    |
| Breath of Fire II                                   | Capcom       | 27 août 2007      | E    |
| Kirby's Avalanche                                   | Nintendo     | 24 septembre 2007 | E    |
| Metal Marines                                       | Namco Bandai | 15 octobre 2007   | E    |
| Axelay                                              | Konami       | 12 novembre 2007  | E    |
| Vegas Stakes                                        | Nintendo     | 26 novembre 2007  | E    |
| Cybernator                                          | Konami       | 17 décembre 2007  | E10+ |
| Donkey Kong Country 3: Dixie Kong's Double Trouble! | Nintendo     | 24 décembre 2007  | E    |
| Pac-Attack                                          | Namco Bandai | 14 janvier 2008   | E    |
| Super Street Fighter II: The New Challengers        | Capcom       | 21 janvier 2008   | T    |
| Mega Man X                                          | Capcom       | 18 avril 2011     | E    |

## Nintendo 64
Un jeu N64 coûte généralement 1000 points Wii.
| Titre                                                        | Éditeur  | Date de sortie    | ESRB |
| ------------------------------------------------------------ | -------- | ----------------- | ---- |
| Super Mario 64                                               | Nintendo | 19 novembre 2006  | E    |
| Mario Kart 64                                                | Nintendo | 29 janvier 2007   | E    |
| The Legend of Zelda: Ocarina of Time                         | Nintendo | 26 février 2007   | E    |
| Star Fox 64                                                  | Nintendo | 2 avril 2007      | E    |
| F-Zero X                                                     | Nintendo | 25 juin 2007      | E    |
| Paper Mario                                                  | Nintendo | 16 juillet 2007   | E    |
| Wave Race 64                                                 | Nintendo | 6 août 2007       | E    |
| Yoshi's Story                                                | Nintendo | 17 septembre 2007 | E    |
| Sin and Punishment: Successor of the Earth (1200 Wii Points) | Nintendo | 1er octobre 2007  | T    |
| Pokémon Snap                                                 | Nintendo | 10 décembre 2007  | E    |
| Mario Party 2                                                | Nintendo | 20 décembre 2010  | E    |

## Genesis
Un jeu Mega Drive coûte généralement 800 points Wii.
| Titre                                   | Éditeur      | Date de sortie    | ESRB |
| --------------------------------------- | ------------ | ----------------- | ---- |
| Altered Beast                           | Sega         | 19 novembre 2006  | E    |
| Sonic the Hedgehog                      | Sega         | 19 novembre 2006  | E    |
| Ecco the Dolphin                        | Sega         | 28 novembre 2006  | E    |
| Golden Axe                              | Sega         | 28 novembre 2006  | E    |
| Columns                                 | Sega         | 4 décembre 2006   | E    |
| Ristar                                  | Sega         | 4 décembre 2006   | E    |
| Dr. Robotnik's Mean Bean Machine        | Sega         | 11 décembre 2006  | E    |
| Gunstar Heroes                          | Sega         | 11 décembre 2006  | E10+ |
| Space Harrier II                        | Sega         | 18 décembre 2006  | E    |
| ToeJam and Earl                         | Sega         | 25 décembre 2006  | E    |
| Bonanza Bros.                           | Sega         | 29 janvier 2007   | E    |
| Comix Zone                              | Sega         | 29 janvier 2007   | E    |
| Gain Ground                             | Sega         | 5 février 2007    | E    |
| Streets of Rage                         | Sega         | 19 février 2007   | E10+ |
| Bio-Hazard Battle                       | Sega         | 26 février 2007   | E    |
| Sword of Vermilion                      | Sega         | 5 mars 2007       | E    |
| Sonic Spinball                          | Sega         | 12 mars 2007      | E    |
| Beyond Oasis                            | Sega         | 19 mars 2007      | E    |
| Alex Kidd in the Enchanted Castle       | Sega         | 9 avril 2007      | E    |
| Virtua Fighter 2                        | Sega         | 16 avril 2007     | T    |
| Wonder Boy in Monster World             | Sega         | 23 avril 2007     | E    |
| Streets of Rage 2                       | Sega         | 21 mai 2007       | E    |
| Kid Chameleon                           | Sega         | 28 mai 2007       | E    |
| ToeJam and Earl in Panic on Funkotron   | Sega         | 4 juin 2007       | E    |
| Golden Axe II                           | Sega         | 11 juin 2007      | E10+ |
| Sonic the Hedgehog 2                    | Sega         | 11 juin 2007      | E    |
| Ecco: The Tides of Time                 | Sega         | 2 juillet 2007    | E    |
| Shining Force                           | Sega         | 23 juillet 2007   | E    |
| Dynamite Headdy                         | Sega         | 30 juillet 2007   | E    |
| Shining in the Darkness                 | Sega         | 13 août 2007      | E    |
| Shinobi III: Return of the Ninja Master | Sega         | 20 août 2007      | E10+ |
| Ghouls'n Ghosts                         | Capcom       | 27 août 2007      | E    |
| Landstalker: The Treasures of King Nole | Sega         | 3 septembre 2007  | E    |
| Sonic the Hedgehog 3                    | Sega         | 10 septembre 2007 | E    |
| Super Thunder Blade                     | Sega         | 17 septembre 2007 | E    |
| Streets of Rage 3                       | Sega         | 24 septembre 2007 | E10+ |
| Golden Axe III                          | Sega         | 22 octobre 2007   | E10+ |
| Alien Soldier (900 Wii Points)          | Sega         | 5 novembre 2007   | E10+ |
| Sonic 3D Blast                          | Sega         | 19 novembre 2007  | E    |
| Ecco Jr.                                | Sega         | 26 novembre 2007  | E    |
| Eternal Champions                       | Sega         | 3 décembre 2007   | T    |
| Alien Storm                             | Sega         | 17 décembre 2007  | E10+ |
| Rolling Thunder 2                       | Namco Bandai | 24 décembre 2007  | E    |
| Light Crusader                          | Sega         | 31 décembre 2007  | E    |

## TurboGrafx-16/TurboGrafx-CD
Un jeu coûte généralement 600 points Wii.
| Titre                                                | Éditeur                   | Date de sortie    | ESRB |
| ---------------------------------------------------- | ------------------------- | ----------------- | ---- |
| Bomberman '93                                        | Hudson Soft               | 21 novembre 2006  | E    |
| Bonk's Adventure                                     | Hudson Soft               | 21 novembre 2006  | E    |
| Super Star Soldier                                   | Hudson Soft               | 27 novembre 2006  | E    |
| Victory Run                                          | Hudson Soft               | 4 décembre 2006   | E    |
| Alien Crush                                          | Hudson Soft               | 11 décembre 2006  | E    |
| Military Madness                                     | Hudson Soft               | 18 décembre 2006  | E    |
| R-Type (800 Wii Points)                              | Hudson Soft, Irem         | 25 décembre 2006  | E    |
| Dungeon Explorer                                     | Hudson Soft               | 8 janvier 2007    | E    |
| Soldier Blade                                        | Hudson Soft               | 8 janvier 2007    | E    |
| Moto Roader                                          | Hudson Soft               | 15 janvier 2007   | E    |
| Vigilante                                            | Hudson Soft, Irem         | 5 février 2007    | E    |
| New Adventure Island                                 | Hudson Soft               | 19 février 2007   | E    |
| Chew Man Fu                                          | Hudson Soft               | 26 février 2007   | E    |
| Double Dungeons                                      | Hudson Soft               | 12 mars 2007      | E    |
| Splatterhouse                                        | Hudson Soft, Namco Bandai | 19 mars 2007      | T    |
| Dragon's Curse                                       | Hudson Soft               | 2 avril 2007      | E    |
| Bravoman                                             | Hudson Soft, Namco Bandai | 9 avril 2007      | E    |
| Bonk's Revenge                                       | Hudson Soft               | 16 avril 2007     | E    |
| Battle Lode Runner                                   | Hudson Soft               | 23 avril 2007     | E    |
| Shockman                                             | Hudson Soft               | 30 avril 2007     | E    |
| Ordyne                                               | Namco Bandai              | 7 mai 2007        | E    |
| Ninja Spirit                                         | Irem                      | 14 mai 2007       | E    |
| Blazing Lazers                                       | Hudson Soft               | 21 mai 2007       | E    |
| J.J. and Jeff                                        | Hudson Soft               | 28 mai 2007       | E10+ |
| Dead Moon                                            | Natsume                   | 4 juin 2007       | E    |
| Bloody Wolf                                          | G-mode                    | 18 juin 2007      | E10+ |
| World Sports Competition                             | Hudson Soft               | 18 juin 2007      | E    |
| China Warrior                                        | Hudson Soft               | 25 juin 2007      | E10+ |
| Dragon Spirit                                        | Namco Bandai              | 2 juillet 2007    | E    |
| Air Zonk                                             | Hudson Soft               | 9 juillet 2007    | E    |
| Silent Debuggers                                     | G-mode, Hudson Soft       | 16 juillet 2007   | E    |
| Devil's Crush                                        | Hudson Soft               | 23 juillet 2007   | E    |
| Drop Off                                             | G-mode                    | 30 juillet 2007   | E    |
| Galaga '90                                           | Namco Bandai              | 6 août 2007       | E    |
| Cratermaze                                           | Hudson Soft               | 13 août 2007      | E    |
| Neutopia                                             | Hudson Soft               | 20 août 2007      | E    |
| Bonk 3: Bonk's Big Adventure                         | Hudson Soft               | 3 septembre 2007  | E    |
| Neutopia II                                          | Hudson Soft               | 10 septembre 2007 | E    |
| World Class Baseball                                 | Hudson Soft               | 17 septembre 2007 | E    |
| Legend of Hero Tonma                                 | Irem                      | 24 septembre 2007 | E    |
| Gate of Thunder (800 Wii Points)                     | Hudson Soft               | 15 octobre 2007   | E    |
| Samurai Ghost                                        | Namco Bandai              | 29 octobre 2007   | E10+ |
| Power Golf                                           | Hudson Soft               | 5 novembre 2007   | E    |
| Super Air Zonk: Rockabilly-Paradise (800 Wii Points) | Hudson Soft               | 19 novembre 2007  | E    |
| The Dynastic Hero (800 Wii Points)                   | Hudson Soft               | 3 décembre 2007   | E    |
| Monster Lair (800 Wii Points)                        | Hudson Soft               | 17 décembre 2007  | E    |
| Riot Zone (800 Wii Points)                           | Hudson Soft               | 14 janvier 2008   | E10+ |

## Neo-Geo AES-Neo-Geo MVS
Un jeu coûte généralement 900 points Wii.
| Titre                        | Éditeur       | Date de sortie   | ESRB |
| ---------------------------- | ------------- | ---------------- | ---- |
| Art of Fighting              | D4 Enterprise | 8 octobre 2007   | T    |
| Fatal Fury: King of Fighters | D4 Enterprise | 8 octobre 2007   | T    |
| World Heroes                 | D4 Enterprise | 8 octobre 2007   | T    |
| Magician Lord                | D4 Enterprise | 29 octobre 2007  | T    |
| Blue's Journey               | D4 Enterprise | 12 novembre 2007 | E    |
| Baseball Stars 2             | D4 Enterprise | 10 décembre 2007 | E    |
| Top Hunter: Roddy and Cathy  | D4 Enterprise | 31 décembre 2007 | E10+ |
| The King of Fighters '94     | D4 Enterprise | 7 janvier 2008   | T    |